# Menongue
Menongue (vor 1975: Serpa Pinto) ist eine Stadt und ein Landkreis im mittleren Südosten von Angola. Sie ist Hauptstadt der Provinz Cubango und Sitz des Bistums Menongue.

## Klima
Menongue hat ein warmes, gemäßigtes Klima. Der Winter ist deutlich trockener als der Sommer. Die Luftfeuchtigkeit ist das Jahr über relativ gering.
|                        | Jan  | Feb  | Mär  | Apr  | Mai  | Jun  | Jul  | Aug  | Sep  | Okt  | Nov  | Dez  |   |      |
| Mittl. Temperatur (°C) | 21,6 | 21,3 | 21,2 | 20,5 | 17,1 | 14,5 | 14,3 | 17,4 | 21,3 | 23,3 | 22,3 | 22   | ⌀ | 19,7 |
| Mittl. Tagesmax. (°C)  | 28,2 | 27,9 | 28,1 | 28,3 | 26,8 | 24,9 | 24,8 | 28   | 30,6 | 31,4 | 29,6 | 28,6 | ⌀ | 28,1 |
| Mittl. Tagesmin. (°C)  | 15   | 14,7 | 14,4 | 12,8 | 7,4  | 4,1  | 3,9  | 6,8  | 12,1 | 15,2 | 15   | 15,4 | ⌀ | 11,4 |
|                        |      |      |      |      |      |      |      |      |      |      |      |      |   |      |
| Niederschlag (mm)      | 93   | 167  | 188  | 73   | 5    | 1    | 0    | 0    | 6    | 46   | 120  | 171  | Σ | 870  |
|                        |      |      |      |      |      |      |      |      |      |      |      |      |   |      |
| Regentage (d)          | 26   | 21   | 28   | 16   | 1    | 0    | 0    | 0    | 2    | 10   | 20   | 19   | Σ | 143  |
|                        |      |      |      |      |      |      |      |      |      |      |      |      |   |      |
| Luftfeuchtigkeit (%)   | 75   | 81   | 80   | 70   | 53   | 41   | 40   | 24   | 21   | 31   | 46   | 55   | ⌀ | 51,3 |

| 15 |

| 14,7 |

| 14,4 |

| 12,8 |

| 7,4 |

| 4,1 |

| 3,9 |

| 6,8 |

| 12,1 |

| 15,2 |

| 15 |

| 15,4 |

| 15 |

| 14,7 |

| 14,4 |

| 12,8 |

| 7,4 |

| 4,1 |

| 3,9 |

| 6,8 |

| 12,1 |

| 15,2 |

| 15 |

| 15,4 |

## Geschichte
Benannt war die Stadt nach dem portugiesischen Entdecker Alexandre Alberto da Rocha de Serpa Pinto (1846–1900), der in der zweiten Hälfte des 19. Jahrhunderts das südliche Afrika erkundete. Aus der Portugiesischen Kolonialgeschichte (bis 1975) sind einige markante Gebäude erhalten geblieben, darunter das zwischen 1940 und 1955 neugebaute Rathaus (Edifício dos Paços do Concelho de Serpa Pinto), der Gouverneurspalast aus den 1960er Jahren (Palácio do Governador de Serpa Pinto), und die zwischen 1930 und 1955 errichtete Verwaltung des damaligen Distrikts Menongue (Palácio do Governo do Distrito de Menongue).
Nach der Unabhängigkeit Angolas 1975 erhielt der Ort seinen heutigen Namen Menongue. Der Name bezeichnete zuvor bereits den Distrikt (ab 1975: Provinz), der seinen Sitz in Serpa Pinto hatte. Am 21. Oktober 1961 wurde sie in die Kategorie „Stadt“ erhoben. Sie zählte damals erst 30.000 Einwohner.

## Verwaltung
Menongue ist Sitz eines Kreises (Município) der Provinz Cubango, deren Hauptstadt sie zudem ist. Zuvor war sie bis zu seiner Auflösung die Hauptstadt der Provinz Cuando Cubango.

## Verkehr
Die Stadt ist der Endpunkt der südlichen Eisenbahn von Moçâmedes an der Atlantikküste, der „Namibebahn“.
Es besteht eine Straßenverbindung bis nach Katwitwi in Namibia.
Der Flughafen Menongue liegt am östlichen Rand der Stadt. Er wird unter anderem von der Hauptstadt Luanda aus angeflogen.

## Bildung
Es gibt im Município insgesamt 84 Schulen, darunter u. a. die Verwaltungsschule Instituto Médio de Administração e Gestão (IMAG), die Landwirtschaftsschule Instituto Médio Agrário do Missombo, die Lehrerausbildungsstätte Instituto Médio Normal de Educação, die Ausbildungsstätte für Medizinisch-technische Assistenten Escola de Formação de Técnicos de Saúde, die „International Wildlife Ranger School“ Escola Internacional de Fiscais Ambientais sowie die Universidade do Cuito Cuanavale.

## Sport
Der Fußballverein 4 de Abril FC do Cuando Cubango ist in der Stadt beheimatet. Er stieg zur Saison 2016 erstmals in den Girabola auf, die höchste Spielklasse des Landes, konnte die Klasse aber am Ende der Saison nicht halten. Seine Gäste empfängt der Klub im städtischen, 5000 Zuschauer fassenden Estádio Municipal de Menongue, auch Campo da Banca genannt. Dort trägt auch der Cuando Cubango FC seine Heimspiele aus. Der Klub stieg Ende 2017 in die erste Liga auf und legte danach seinen bisherigen Namen Casa Militar ab.